# Queen of the Night
«Queen Of The Night» ("Reina de la Noche") es una canción interpretada por la cantante estadounidense Whitney Houston. Fue lanzada en octubre de 1993 por Arista Records como el quinto y último sencillo del álbum The Bodyguard: Original Soundtrack Album (1992), la banda sonora de la película El guardaespaldas, y se reproduce durante los créditos finales de la película.

## Historia
"Queen of the Night" es una canción rock-pop-dance, en la que Whitney expresa cómo ella "manda en el escenario del club", proclamándose a sí misma "la reina de la noche". La canción fue coescrita por Houston junto a L.A. Reid, Babyface y Daryl Simmons, y es la segunda canción publicada en que ella participa de la composición (siendo la primera "Takin' A Chance", canción incluida a modo de bonus track en el lanzamiento japonés del álbum de Whitney I'm Your Baby Tonight, en 1990. Fue también publicada como sencillo en Japón, donde alcanzó la posición número 1.
"Queen Of The Night" sigue siendo a día de hoy una canción recordada dentro del repertorio de Houston, seguramente debido a la exposición que dicho tema tiene en la película, y es una habitual en reality shows del estilo "Operación Triunfo" alrededor del mundo.

## Lista de canciones
CD-Maxi (Arista 74321 16930 2 - 1993)
1. "Queen Of The Night" (CJ's Single Edit) – 3:21
2. "Queen Of The Night" (CJ's Master Mix) – 6:35
3. "Queen Of The Night" (CJ's Instrumental Mix) – 9:35
4. "Queen Of The Night" (Mackabella Mix) – 5:21
5. "Queen Of The Night" (Dub Of The Night) – 5:21

## Posicionamiento en listas
| Listas (1993-1994)                    | Mejor posición |
| ------------------------------------- | -------------- |
| Alemania (Offizielle Deutsche Charts) | 64             |
| Australia (ARIA)                      | 88             |
| Estados Unidos (Radio Songs)          | 36             |
| Estados Unidos (Hot Dance Club Songs) | 1              |
| Estados Unidos (R&B/Hip Hop Airplay)  | 47             |
| Europa (European Hit Radio)           | 13             |
| Francia (SNEP)                        | 47             |
| Países Bajos (Dutch Top 40)           | 21             |
| Portugal (AFP)                        | 7              |
| Reino Unido (UK Singles Chart)        | 14             |
| Suiza (Schweizer Hitparade)           | 36             |